# سگ سیاه
سگ سیاه (به انگلیسی: Black Dog) نام ترانه‌ای از گروه راک بریتانیایی، لد زپلین است. این ترانه اولین ترک از چهارمین آلبوم گروه بود که در سال ۱۹۷۱ منتشر شد. ترانه سگ سیاه در ایالات متحده و استرالیا به صورت تک‌آهنگ منتشر شد که ترانه کوه مه‌آلود هاپ در قسمت پشت دیسک آن قرار داشت. نسخه تک‌آهنگ در جدول ۱۰۰ آهنگ داغ بیلبورد رتبه ۱۵ و در استرالیا هم رتبه ۱۰ را کسب کرد. در سال ۲۰۰۴، در فهرست ۵۰۰ ترانه برتر همه دوران‌ها که توسط رولینگ استون منتشر شده بود، ترانه سگ سیاه در جایگاه ۲۹۴ قرار گرفت و در سال ۲۰۱۰ هم در نسخه ۳۰۰ قرار گرفت.